# Rogersville (Alabama)
Rogersville – miasto w Stanach Zjednoczonych, w stanie Alabama, w hrabstwie Lauderdale. W roku 2023 miasto zamieszkiwało 1385 osób, a gęstość zaludnienia wynosiła 173,1 osoby/km².